# Sosbun Brakk
Sosbun Brakk és una muntanya de les muntanyes Spantik-Sosbun, una serralada secundària de la gran serralada del Karakoram. Es troba a la regió de Gilgit-Baltistan, Pakistan, i el cim s'eleva fins als 6.413 msnm. Es troba al sud de la glacera Biafo.
El 1976 una expedició alemanya va intentar pujar-hi, sense aconseguir-ho. Finalment el 4 de juliol de 1981, una expedició japonesa dirigida per Seiichi Kawauchi, va aconseguir la primera ascensió per la carena sud-oest per la cara sud.